# Lijst van afleveringen van Outnumbered
Dit is een lijst van afleveringen van de Britse televisieserie Outnumbered. De serie telt vier seizoenen en negen speciale afleveringen.

## Overzicht
| Seizoen              | Aantal afleveringen | Uitgezonden                         |  |
| -------------------- | ------------------- | ----------------------------------- |  |
| 1                    | 6                   | 28 augustus 2007 – 5 september 2007 |  |
| 2                    | 7                   | 15 november 2008 – 27 december 2008 |  |
| Speciale 2009-2010   | 3                   | 19 maart 2009 – 18 maart 2010       |  |
| 3                    | 6                   | 8 april 2010 – 20 mei 2010          |  |
| Comic Relief Special | 1                   | 18 maart 2011                       |  |
| 4                    | 6                   | 2 september 2011 – 7 oktober 2011   |  |
| Speciale 2011-2013   | 5                   | 18 november 2011 – 13 februari 2013 |  |

## Seizoen 1 (2007)
| Nr. | Aflevering | Titel               | Schrijver(s)               | Regisseur                  | Uitzenddatum     |  |
| --- | ---------- | ------------------- | -------------------------- | -------------------------- | ---------------- |  |
| 1 | 1          | The School Run      | Andy Hamilton & Guy Jenkin | Andy Hamilton & Guy Jenkin | 28 augustus 2007 |  |
| Het is de eerste schooldag van Jake op het voortgezet onderwijs en hij wil niet te laat komen. Pete heeft moeite om Ben klaar te krijgen voor school. Karen heeft hoofdluis en wil er eentje als huisdier houden, terwijl Sue bezorgd is over het liegen van Ben. |            |                     |                            |                            |                  |  |
| 2 | 2          | The Special Bowl    | Andy Hamilton & Guy Jenkin | Andy Hamilton & Guy Jenkin | 29 augustus 2007 |  |
| Ben liegt steeds meer en neemt zijn vriend Deion mee naar huis. Karen weigert te eten omdat het niet in haar speciale kom zit. Pete heeft problemen op zijn school na een klacht van een ouder na zijn opmerking over hun zoon. Sue haar zus Angela keert terug na een tijd in de Verenigde Staten te hebben gewoond, iets waar Sue niet blij mee is. |            |                     |                            |                            |                  |  |
| 3 | 3          | The City Farm       | Andy Hamilton & Guy Jenkin | Andy Hamilton & Guy Jenkin | 30 augustus 2007 |  |
| Op de vijfde verjaardag van Karen gaat de hele familie, inclusief Angela en Grandad, naar een kinderboerderij. Sue haar geduld raakt op in de file doordat Angela en Grandad ervoor zorgde dat ze laat zijn. Ze verliest haar geduld helemaal als Angela Grandad kwijt raakt op de kinderboerderij. Pete probeert Ben en Karen te overtuigen dat hij geen racist is en hij maakt zich zorgen over Jake.                                                           |            |                     |                            |                            |                  |  |
| 4 | 4          | The Quiet Night In  | Andy Hamilton & Guy Jenkin | Andy Hamilton & Guy Jenkin | 3 september 2007 |  |
| Pete en Sue willen een avond voor zichzelf, maar dat lijkt niet te lukken. Karen haar vriendin Alexa komt bij haar spelen. De moeder, Jane, is erg laat met het ophalen en blijft dan ook nog om wat te drinken. Angela verschijnt om de reservesleutel op te halen. Jake zijn mentor belt om te vertellen dat hij gepest wordt. |            |                     |                            |                            |                  |  |
| 5 | 5          | The Mystery Illness | Andy Hamilton & Guy Jenkin | Andy Hamilton & Guy Jenkin | 4 september 2007 |  |
| Sue probeert de voedselrestenvermaler te maken, terwijl ze overwerkt raakt door Veronica. Ben heeft een mysterieuze ziekte en zegt te ziek te zin voor school. Angela haar relatie is voorbij en wordt zo goed als het kan gesteund door de familie. Pete maakt zich zorgen over zijn baan als zijn problemen in de krant komen. |            |                     |                            |                            |                  |  |
| 6 | 6          | The Dinner Party    | Andy Hamilton & Guy Jenkin | Andy Hamilton & Guy Jenkin | 5 september 2007 |  |
| Karen besluit weg te lopen van huis en naar Spanje of Griekenland te gaan. Jake lost zijn problemen met pesten op. Pete en Sue bereiden een etentje voor, wat een drama wordt als Angela bekendmaakt dat ze teruggaat naar de Verenigde Staten. Dit zorgt voor een grote ruzie met Sue. Als Angela weg is huilt Sue op de bank en wordt getroost door Ben. Uiteindelijk zit de hele familie op de bank en weigeren ze naar bed te gaan tot Pete zijn 'ding' doet. |            |                     |                            |                            |                  |  |

## Seizoen 2 (2008)
| Nr. | Aflevering | Titel                    | Schrijver(s)               | Regisseur                  | Uitzenddatum     |  |
| --- | ---------- | ------------------------ | -------------------------- | -------------------------- | ---------------- |  |
| 7 | 1          | The Wedding              | Andy Hamilton & Guy Jenkin | Andy Hamilton & Guy Jenkin | 15 november 2008 |  |
| Nicht Julie gaat trouwen en Karen is bruidsmeisje en vraagt haar het hemd van het lijf over haar vorige vriendjes. Ben ondervraagt de dominee over Jezus en lasers. Pete probeert de vrede te bewaren tussen Sue en Angela. |            |                          |                            |                            |                  |  |
| 8 | 2          | The Dead Mouse           | Andy Hamilton & Guy Jenkin | Andy Hamilton & Guy Jenkin | 22 november 2008 |  |
| Karen rouwt om de dood van een muis. Ben gebruikt verschillende tactieken om als klassenvertegenwoordiger gekozen te worden. Sue probeert uit te vinden of er meer speelt tussen Jake en Jo, een meisje dat hij mee naar huis neemt.                                                                                                 |            |                          |                            |                            |                  |  |
| 9 | 3          | The Old-Fashioned Sunday | Andy Hamilton & Guy Jenkin | Andy Hamilton & Guy Jenkin | 29 november 2008 |  |
| Sue en Pete verbieden het televisie kijken om een traditionele familiezondag te hebben. Ook blijft Grandad logeren nadat hij zijn eigen huis in brand heeft gestoken. Pete maakt zich zorgen over de voorlichting die hij moet geven aan Jake.                                                                                       |            |                          |                            |                            |                  |  |
| 10 | 4          | The Airport              | Andy Hamilton & Guy Jenkin | Andy Hamilton & Guy Jenkin | 6 december 2008  |  |
| Pete en Sue zitten samen met de kinderen en Grandad vast op het vliegveld. Karen stelt vragen over Al-Qaeda terwijl Jake en Ben een dubbele espresso drinken. Pete en Ben worden aangehouden bij de douane en Grandad raakt kwijt |            |                          |                            |                            |                  |  |
| 11 | 5          | The Night Out            | Andy Hamilton & Guy Jenkin | Andy Hamilton & Guy Jenkin | 13 december 2008 |  |
| Pete en Sue hebben een avondje uit en daarom komt oppas Draxi langs. Ben mag niet komen eten bij het denkbeeldige restaurant van Karen en Jake krijgt advies van Grandad. |            |                          |                            |                            |                  |  |
| 12 | 6          | The Football Match       | Andy Hamilton & Guy Jenkin | Andy Hamilton & Guy Jenkin | 20 december 2008 |  |
| Ben is boos op Pete omdat hij een strenge scheidsrechter was. Karen maakt zich zorgen om Satan terwijl Sue probeert een betere moeder te zijn dan buurvrouw Barbara. Pete moet een rapport herschrijven om kans te maken op een baan.                                                                                                |            |                          |                            |                            |                  |  |
| 13 | 7          | The Long Night           | Andy Hamilton & Guy Jenkin | Andy Hamilton & Guy Jenkin | 27 december 2008 |  |
| Het is een slapeloze nacht in huize Brockman. Ben moest naar het ziekenhuis na een ongelukje. Karen schrijft een brief naar de premier zodat hij haar lerares kan ontslaan. Jake wordt door Jo gevraagd of hij voor haar wil liegen. Sue krijgt nieuws over haar nieuwe baas, is er ruzie bij de buurvrouw en komt de politie langs. |            |                          |                            |                            |                  |  |

## Speciale (2009-2010)
| Nr. | Aflevering | Titel           | Schrijver(s)               | Regisseur                  | Uitzenddatum     |  |
| --- | ---------- | --------------- | -------------------------- | -------------------------- | ---------------- |  |
| 14 | 1          | Comic Relief #1 | Andy Hamilton & Guy Jenkin | Andy Hamilton & Guy Jenkin | 13 maart 2009    |  |
| Het is Comic Relief en de hele familie doet mee. Sue probeert een paar grappen, Karen maakt aparte tekeningen en Ben zoekt zijn kleding uit. Karen haalt een hoop geld op en Sue maakt eindelijk Jake aan het lachen, maar niet door haar grap.                                                                 |            |                 |                            |                            |                  |  |
| 15 | 2          | Kerstaflevering | Andy Hamilton & Guy Jenkin | Andy Hamilton & Guy Jenkin | 27 december 2009 |  |
| Het is Boxing Day en naast de Kerstman is er ook ingebroken bij de familie Brockman. Karen is bang de inbrekers terugkomen. Sue en Jake zijn bezorgd over Grandad en zijn vriend, die zijn weggelopen van hun tehuis. Wanneer ze hen vinden, nemen ze hen mee voor een lunch waar ook Jane voor is uitgenodigd. |            |                 |                            |                            |                  |  |
| 16 | 3          | Sport Relief #1 | Andy Hamilton & Guy Jenkin | Andy Hamilton & Guy Jenkin | 19 maart 2010    |  |
| Ben laat aan Pete zijn lijst zien van plannen die hij heeft voor Sport Relief. |            |                 |                            |                            |                  |  |

## Seizoen 3 (2010)
| Nr. | Aflevering | Titel             | Schrijver(s)               | Regisseur                  | Uitzenddatum  |  |
| --- | ---------- | ----------------- | -------------------------- | -------------------------- | ------------- |  |
| 17 | 1          | The Family Outing | Andy Hamilton & Guy Jenkin | Andy Hamilton & Guy Jenkin | 8 april 2010  |  |
| Gran neemt de Brockman familie mee naar Londen. Ben verzint een nieuw spel, Karen is niet onder de indruk van de moderne kunst. Jake zijn humeur is verpest als hij niet kan sms'en. Pete leeft zich uit op een oorlogsschip en Sue wordt twee keer voor schut gezet bij een toilet.             |            |                   |                            |                            |               |  |
| 18 | 2          | The Internet      | Andy Hamilton & Guy Jenkin | Andy Hamilton & Guy Jenkin | 15 april 2010 |  |
| Sue vindt een schokkende afbeelding op de computer en gaat op onderzoek uit. Pete vindt het vervelend om het gesprek met zijn moeder aan te gaan. Karen en Ben denken dat ze een half miljoen hebben gewonnen en geven dit al uit. Pete en Ben houden een schaakwedstrijd.                       |            |                   |                            |                            |               |  |
| 19 | 3          | The Tennis Match  | Andy Hamilton & Guy Jenkin | Andy Hamilton & Guy Jenkin | 22 april 2010 |  |
| Ben vindt de medische problemen van Pete interessant. Sue denkt dat Jake zijn interesse voor meisjes ongezond begint te worden. Bij een tenniswedstrijd waar Pete aan meedoet loopt het uit de hand als Karen de scheidsrechter is.                                                              |            |                   |                            |                            |               |  |
| 20 | 4          | The Pigeon        | Andy Hamilton & Guy Jenkin | Andy Hamilton & Guy Jenkin | 6 mei 2010    |  |
| Pete heeft na een werkborrel een kater. Ben laat zich van zijn beste kant zien als er kopers voor het huis komen. Sue probeert het huis schoon te maken en als dat gebeurd is, moet ze een duif de keuken uit zien te krijgen.                                                                   |            |                   |                            |                            |               |  |
| 21 | 5          | The Restaurant    | Andy Hamilton & Guy Jenkin | Andy Hamilton & Guy Jenkin | 13 mei 2010   |  |
| Angela keert terug uit de Verenigde Staten met een nieuwe man: Brick en zijn dochter Taylor-Jean. Net op het punt dat ze naar het restaurant gaan ontdekt Sue dat Pete een vrouw heeft gezoend. Ze proberen dit geheim te houden, maar dat lukt niet door Ben. Karen is bang voor een scheiding. |            |                   |                            |                            |               |  |
| 22 | 6          | The Hospital      | Andy Hamilton & Guy Jenkin | Andy Hamilton & Guy Jenkin | 20 mei 2010   |  |
| Pete en Sue proberen hun problemen op te lossen, maar Karen is niet onder de indruk. Ben doet alsof de trap een berg is en probeert hem te beklimmen. Als Karen een auto-ongeluk krijgt moet Kelly oppassen op Ben en Jake. Jake laat dan zijn gevoelens blijken.                                |            |                   |                            |                            |               |  |

## Comic Relief Special
| Nr. | Aflevering | Titel           | Schrijver(s)               | Regisseur                  | Uitzenddatum  |  |
| --- | ---------- | --------------- | -------------------------- | -------------------------- | ------------- |  |
| 23 | 1          | Comic Relief #2 | Andy Hamilton & Guy Jenkin | Andy Hamilton & Guy Jenkin | 18 maart 2011 |  |
| Jake ziet tennisspeler Andy Murray en gaat met hem op de foto. Ben geeft hem wat tips voor tennis, Karen wil weten wat zijn echte werk is en Pete verwondt hem per ongeluk. |            |                 |                            |                            |               |  |

## Seizoen 4 (2011)
| Nr. | Aflevering | Titel                | Schrijver(s)               | Regisseur                  | Uitzenddatum      |  |
| --- | ---------- | -------------------- | -------------------------- | -------------------------- | ----------------- |  |
| 24 | 1          | The Funeral          | Andy Hamilton & Guy Jenkin | Andy Hamilton & Guy Jenkin | 2 september 2011  |  |
| De Brockman-familie gaat naar de begrafenis van de oom van Pete. Sue maakt zich zorgen dat ze de slappe lach krijgt net zoals de vorige keer.                                                                        |            |                      |                            |                            |                   |  |
| 25 | 2          | The Girls's Day Out  | Andy Hamilton & Guy Jenkin | Andy Hamilton & Guy Jenkin | 9 september 2011  |  |
| Claire besluit dat het tijd wordt dat de jongens iets in het huishouden doen. Ben moet koken en maakt een salade. Pete probeert de wasmachine te maken terwijl Sue de dag doorbrengt met Karen in het winkelcentrum. |            |                      |                            |                            |                   |  |
| 26 | 3          | The Labrador         | Andy Hamilton & Guy Jenkin | Andy Hamilton & Guy Jenkin | 16 september 2011 |  |
| Karen is aan het logeren bij een vriendinnetje en Ben is op kamp. Als ook Jake weg is zien Sue en Pete hoe het leven zou zijn als de kinderen de deur uit zij terwijl ze op een labrador passen.                     |            |                      |                            |                            |                   |  |
| 27 | 4          | The Parents' Evening | Andy Hamilton & Guy Jenkin | Andy Hamilton & Guy Jenkin | 23 september 2011 |  |
| Op de ouderavond van Ben is er een hoop te bespreken. Naast Ben zijn gedrag zijn er ook problemen met overvallen en druggebruik. Karen wil katholiek worden en Sue heeft nog steeds haar verdenkingen over Jake.     |            |                      |                            |                            |                   |  |
| 28 | 5          | The Cold Caller      | Andy Hamilton & Guy Jenkin | Andy Hamilton & Guy Jenkin | 29 september 2011 |  |
| Ben besluit mee te doen aan een talentenjacht als komiek. Sue komt achter het geheim van Jake: Hij heeft een vriendin. Dan staat ook Angela met haar stiefdochter op de stoep.                                       |            |                      |                            |                            |                   |  |
| 29 | 6          | The Exchange Student | Andy Hamilton & Guy Jenkin | Andy Hamilton & Guy Jenkin | 7 oktober 2011    |  |
| De familie probeert Angela en Misty uit hun huis te krijgen als ook een Duitse uitwisselingsstudent verschijnt. Sue en Pete nemen een besluit over de vriendin van Jake.                                             |            |                      |                            |                            |                   |  |

## Speciale (2011-2013)
| Nr. | Aflevering | Titel            | Schrijver(s)               | Regisseur                  | Uitzenddatum     |  |
| --- | ---------- | ---------------- | -------------------------- | -------------------------- | ---------------- |  |
| 30 | 5          | Children in Need | Andy Hamilton & Guy Jenkin | Andy Hamilton & Guy Jenkin | 18 november 2011 |  |
| Jake, Ben en Karen zingen het (herkennings)nummer The Monkees van The Monkees. |            |                  |                            |                            |                  |  |
| 31 | 6          | The Broken Santa | Andy Hamilton & Guy Jenkin | Andy Hamilton & Guy Jenkin | 24 december 2011 |  |
| Het is kerstmis en Grandad ligt in het ziekenhuis. Sue maakt zich zorgen of ze wel op vakantie moeten gaan. Jane gaat op het huis passen samen met haar nieuwe vriend. Pete en Sue vragen zich af of dit een goed idee is omdat hij uit de gevangenis komt, of was dat een roddel?            |            |                  |                            |                            |                  |  |
| 32 | 7          | Sport Relief #2  | Andy Hamilton & Guy Jenkin | Andy Hamilton & Guy Jenkin | 23 maart 2012    |  |
| Karen mag het voetbalveld op lopen met Frank Lampard. Ze begint zijn talent in twijfel te trekken en geeft hem tips om te voetballen. Hij stuurt Karen naar scheidsrechter Howard Webb. Jake is bezig om zo veel mogelijk handtekeningen te verzamelen van Christine Bleakley om te verkopen. |            |                  |                            |                            |                  |  |
| 33 | 8          | The Sick Party   | Andy Hamilton & Guy Jenkin | Andy Hamilton & Guy Jenkin | 24 december 2012 |  |
| De Brockman familie besluit een kerstfeest te organiseren voor de buren. Gran brengt een verrassingsbezoek en Jake lijkt met de verkeerde vrienden om te gaan. Karen wil liever met haar laptop op haar kamer blijven en Ben heeft verschillende spelletjes bedacht.                          |            |                  |                            |                            |                  |  |
| 34 | 9          | From the Heart   | Andy Hamilton & Guy Jenkin | Andy Hamilton & Guy Jenkin | 13 februari 2013 |  |
| Pete en Ben zijn in het ziekenhuis en hebben het over orgaandonaties. |            |                  |                            |                            |                  |  |